# Aeroportul Tokunoshima
Aeroportul Tokunoshima (IATA: TKN, ICAO: RJKN) este un aeroport din Amagi⁠(d), Ōshima district⁠(d), Prefectura Kagoshima, Japonia ce deservește zona Tokunoshima⁠(d). Aeroportul a fost tranzitat în 2023 de 201.038 de pasageri.
Situat la o altitudine de 2 m, aeroportul dispune de o singură pistă.